# Rauchwart
Rauchwart  är en ort och kommun i Österrike. Den ligger i distriktet Güssing i förbundslandet Burgenland, i den östra delen av landet, 120 km söder om huvudstaden Wien. Arean är 17,5 kvadratkilometer.